# باغان (شنبة)
باغان (بالفارسية: باغان) هي قرية تقع في إيران في قسم شنبة الريفي. يقدر عدد سكانها بـ 1,171 نسمة .